# François Obéllianne
François Obéllianne, né le 15 avril 1762 à Pommérieux (Trois-Évêchés) et mort le 25 avril 1842 à Paris, est un assistant à l’École Polytechnique.

## Biographie
Il est le fils de François Obéllianne, laboureur, et de Monique Louyot.
Obéllianne a été un temps préparateur au laboratoire de physique à l’École polytechnique.
Il est très proche de Jean-Nicolas Gannal, qui est le parrain de son fils, alors que son épouse est la marraine de la fille de Gannal.
Son fils François Nicolas Auguste Obéllianne (1816-1887) sera conservateur du cabinet de physique, puis des collections d'instruments de physique à Polytechnique.
Mort à Paris, il est inhumé au cimetière du Montparnasse.